# مارك بيل (لاعب هوكي جليد)
مارك بيل هو لاعب هوكي جليد كندي، ولد في 5 أغسطس 1980 في Perth South, Ontario ‏ في كندا.

## وصلات خارجية
- مارك بيل على موقع دوري الهوكي الوطني (الإنجليزية)
- مارك بيل على موقع EliteProspects.com (الإنجليزية)
- مارك بيل على موقع Eurohockey.com (الإنجليزية)
- مارك بيل على موقع HockeyDB.com (الإنجليزية)
- مارك بيل على موقع Hockey-Reference.com (الإنجليزية)